# Tipula (Microtipula) trinidadensis
Tipula (Microtipula) trinidadensis is een tweevleugelige uit de familie langpootmuggen (Tipulidae). De soort komt voor in het Neotropisch gebied.